# بافلي أوبرادوفيتش
بافلي أوبرادوفيتش (مواليد 4 يوليو 2001، لاعب كرة قدم صربي يجيد اللعب في الهجوم لعب سابقاً مع نادي الإمارات ونادي التعاون.

## روابط خارجية
- بافلي أوبرادوفيتش على موقع قاعدة بيانات كرة القدم.إي يو (الإنجليزية)
- بافلي أوبرادوفيتش على موقع Soccerway.com (الإنجليزية)
- بافلي أوبرادوفيتش على موقع عالم كرة القدم.نت (الإنجليزية)